# Fann-Point E-Amitié
Fann-Point E-Amitié est l'une des 19 communes d'arrondissement de la ville de Dakar (Sénégal).
Ce sont des quartiers du sud-ouest de la capitale.

## Géographie
La commune est située sur la côte sud-ouest de la presqu'île du Cap-Vert, elle s'étend de Mermoz-Sacré-Cœur au nord, à Gueule Tapée-Fass-Colobane au sud, au nord-est elle est limitée par la commune de Grand Dakar.

## Histoire

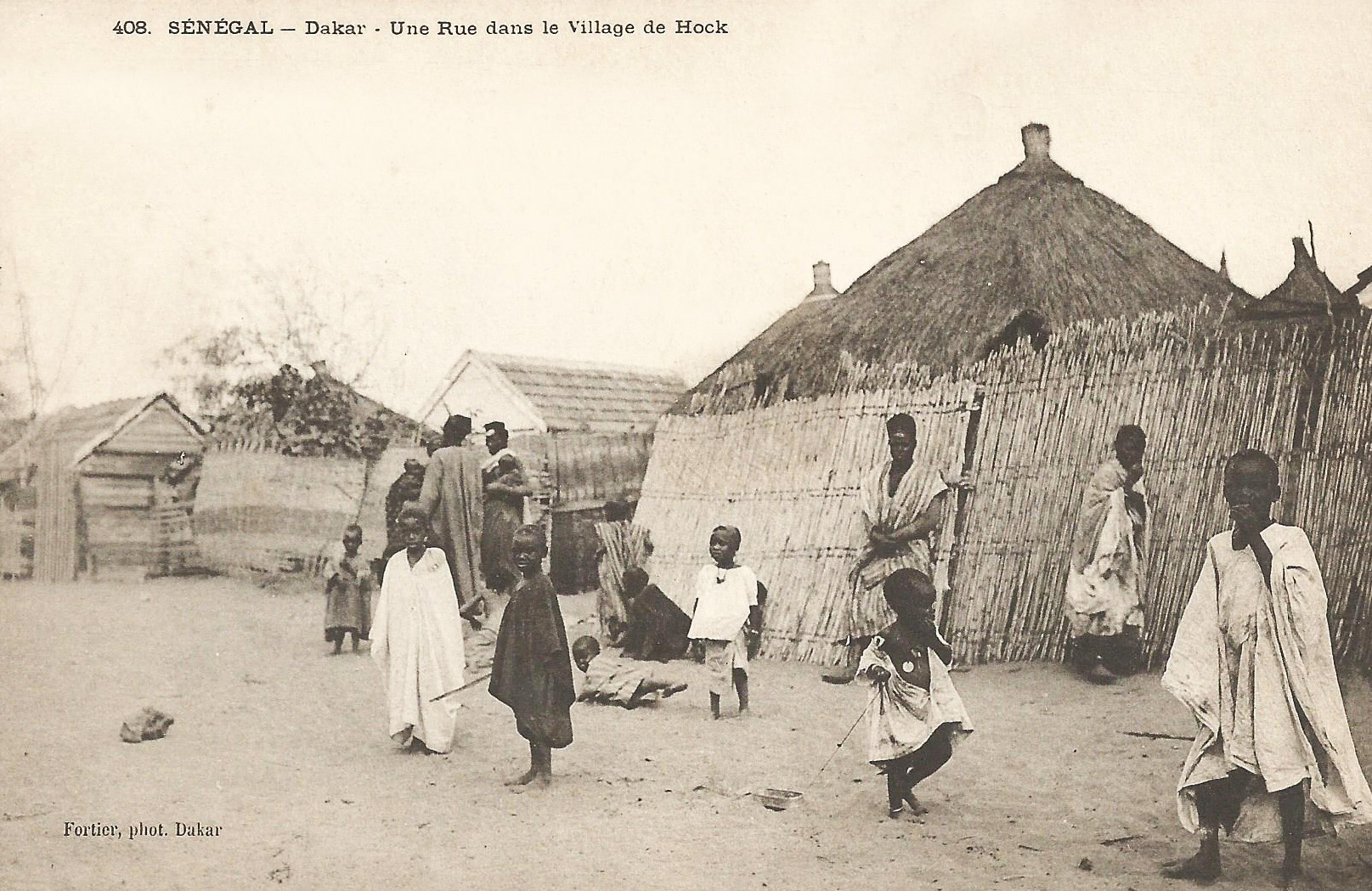
Une rue dans l'ancien village de Hock.

Commune d'arrondissement de Dakar créée en 1996, Fann-Point E-Amitié devient commune de plein exercice depuis 2014, en application de la réforme de l'administration territoriale Acte III.

## Administration
Fann-Point E-Amitié partie de l'arrondissement de Dakar-Plateau-Gorée dans le département de Dakar, est constituée des quartiers : Amitié 1, Amitié 2, Zone B, Point E, Fann, Fann Résidence, Fann Hock et Fann Mermoz.
La ville est située sur la mer avec un aménagement de plusieurs quartiers "amazon".[pas clair]
| Période     | Identité             | Parti | Coalition    |
| ----------- | -------------------- | ----- | ------------ |
| 1996 - 2001 | Cheikh Sadibou Fall  | PDS   |              |
| 2002 - 2009 | Ndèye Maguette Dièye | PDS   |              |
| 2009 - 2014 | Malick Diop          | AFP   |              |
| 2014 - 2023 | Palla Samb           | PS    | Taxawu Dakar |
| depuis 2023 | Dieynaba Bâ          |       |              |

## Éducation
La commune d'arrondissement compte 3 collèges d'enseignement moyen publics : Abdoulaye Mathurin Diop, Blaise Diagne, Cheick Awa Bala Mbacké et 3 Lycées publics : Blaise Diagne, Fa Cheick Mouhamadou Fadilou Mbacké et Thierno Saidou Nourou Tall. D'autre part elle compte 3 établissements d'enseignement moyen privés : Lycée d'excellence Birago Diop, Dakar Edu et AEDEC.
L'enseignement primaire est assuré par 8 écoles élémentaires publiques : Ahmadou Bamba Mbakane Diop 1, Ahmadou Bamba Mbakane Diop 2, Ahmadou Bamba Mbakane Diop 3, Cheick Amadou Mbacké Gainde Fatma, Franco Sénégalaise Fann, Joseph Gomis, Point E 1, Point E 2; d'autre part 7 écoles privées : Advendiste Clair Soleil, Élémentaire bilingue, Maison des Anges, Petits Loups, Trois Pom, Tafsir Amadou Ba et Abdoulaziz Ben Abdourahmane Ali Asaoud.
Pour l'éducation préscolaire, la commune est pourvue de 2 écoles maternelles publiques : Amitié 1 et Joseph Gomis; d'autre part de 9 écoles maternelles privées : Abdoulaziz Ben Abdourahmane Ali Asaoud, Croix Rouge Point E, La Maison des Anges, Les Petits Loups, Petite école bilingue, Trois Pom, Adventiste Clair Soleil, Franco Arabe An Noor et Graine d'éveil.

## Universités
- Université Cheikh-Anta-Diop s'étend sur la partie sud de la commune.
- Université Amadou Hampaté Bâ, boulevard canal 4.

## Santé
Le Centre hospitalier national universitaire de Fann se trouve sur le territoire de la commune.

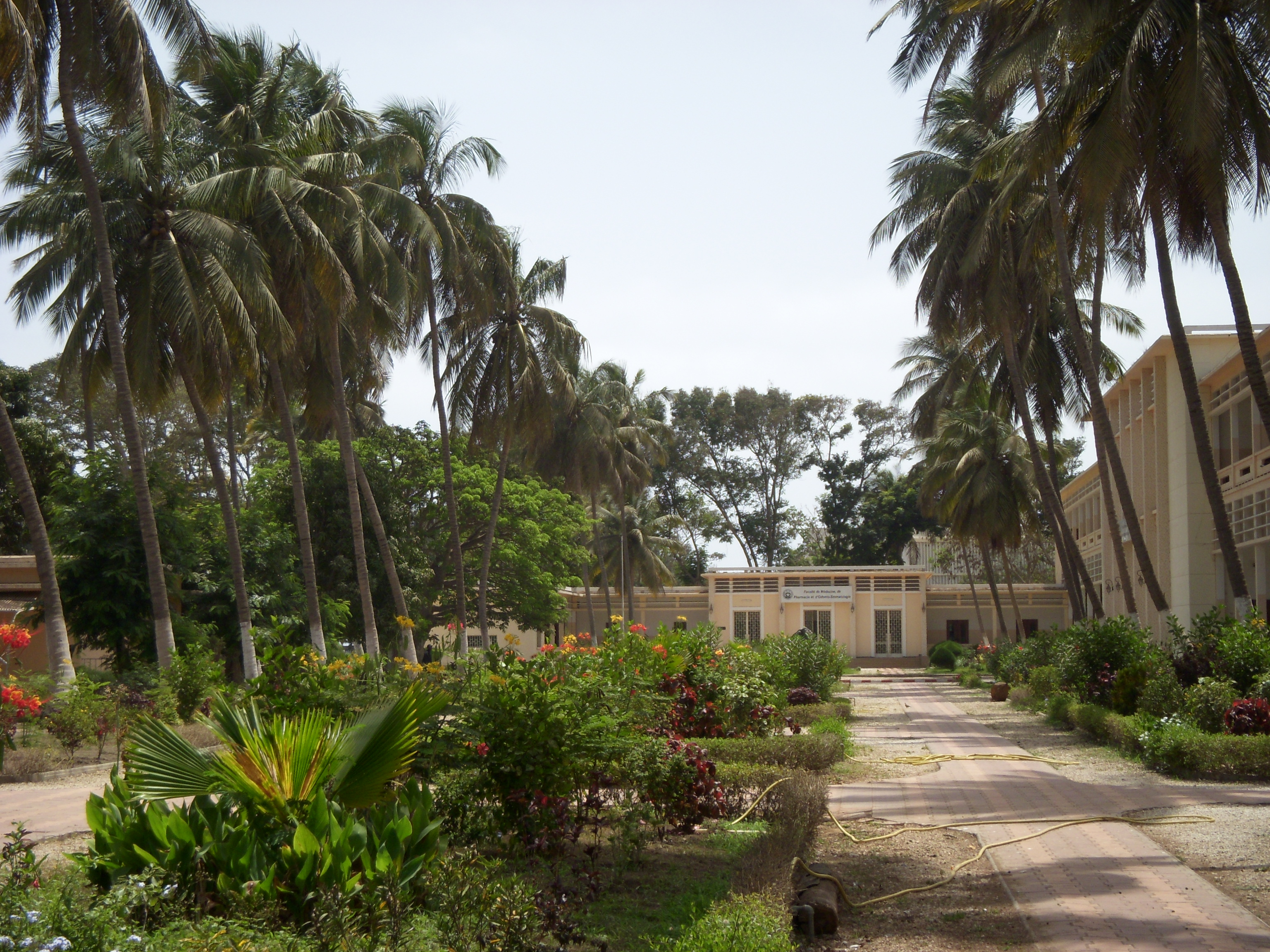
Faculté de médecine, de pharmacie et d'odonto-stomatologie à Fann

## Institution judiciaire
- Cour suprême du Sénégal, boulevard Martin Luther King (Corniche ouest)

## Cultes
La commune compte plusieurs mosquées dont : Grande mosquée de Fann Résidence, Mosquée du Point E, Mosquée Zone B, Mosquée de l'ESP, Mosquée de Fann Hock.
La paroisse catholique universitaire Saint Dominique (fondée en 1970) partie de la doyenné Plateau-Médina de l'Archidiocèse de Dakar est située avenue Cheikh Anta Diop.

## Culture

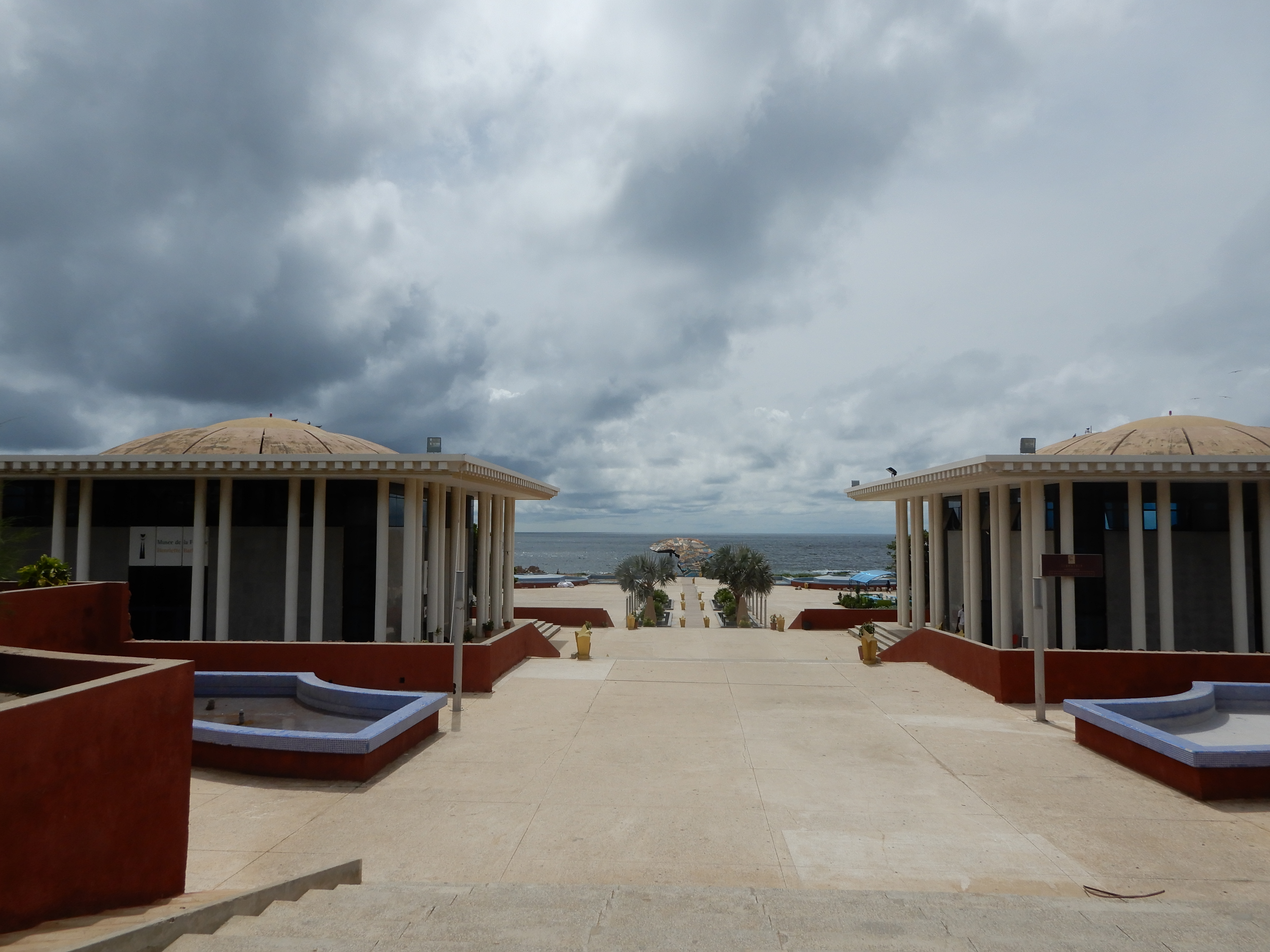
Vue sur la place, avec en arrière-plan une sculpture de la carte de l'Afrique.

Érigé à l'initiative du président Abdoulaye Wade et inaugurée en 2009, la place du Souvenir africain commémore des personnages considérés comme des acteurs majeurs de l'histoire du continent. Une galerie de personnalités politiques, scientifiques ou artistiques, récentes ou non, est présentée autour de l’esplanade,.

## Sports
Le complexe sportif de la Piscine olympique nationale est installée dans le quartier de Point E, son inauguration date du 17 mai 2002.